# 脇役食材のバズレシピ
『脇役食材のバズレシピ』（わきやくしょくざいのバズレシピ）は、2023年4月8日から同年6月24日まで朝日放送テレビ（関西ローカル）で放送されていた料理番組。

## 概要
朝日放送テレビでは2023年4月の改編から土曜日の16時から16時30分の放送枠をローカルバラエティ番組の放送枠として新設した。
地味と見られがちな「脇役食材」を使って、料理を作るという料理バラエティ番組で、2022年11月13日に単発で放送された『脇役食材の逆襲!～芸人シェフ4の華麗なるバズレシピ～』が番組の基となっている。

## 出演者

### 芸人シェフ4
- 福田充徳（チュートリアル）
- 津田篤宏（ダイアン）
- 村田秀亮（とろサーモン）
- こがけん

### 過去の出演者
- アンミカ（パイロット版ゲスト）[3]

## スタッフ
- ナレーター：阪井あかね（パイロット版より）[4][5]
- 構成：天野慎也、佐藤允彦
- カメラ：川島孝夫、小長井大輔
- 音声：福山陸
- CA：空みなほ、足立大空
- メイク：山﨑順子、田里佳穂
- 編集：澤田全起
- MA：坪井翔太
- 音効：矢部公英
- フードコーディネーター：尾身奈美枝、宍戸慶子、澁澤雪絵、沢辺利男、中西由紀
- 技術協力：イメージランド、i-NEX、PLTWORK
- キッチンカー：FOOD TRUCK COMPANY
- 協力：中西ファーム[6]、ホロホロカンパニー、テレビ東京アート
- 編成：鈴鹿相哉（朝日放送テレビ）
- デスク：中村美恵（朝日放送テレビ）
- 番宣：喜多ゆかり（朝日放送テレビ）
- AD：滝川雄二、稲垣達弥、岸大智、奥田雅侑、門田直輝
- AP：假屋颯太（吉本興業）、桜田江利子
- ディレクター：前田健太・中野良（朝日放送テレビ）
- 演出：三澤隆之、安田在炫
- プロデューサー：帯川航（吉本興業）、福田真砂美（GUILD）
- チーフプロデューサー：北村誠之（朝日放送テレビ）
- 制作協力：吉本興業、GUILD[7]
- 制作著作：朝日放送テレビ